# Montmédy
Montmédy [mɔ̃medi] ist eine französische Stadt mit 2018 Einwohnern (Stand 1. Januar 2022) im Département Meuse in der Region Grand Est (bis 2015 Lothringen). Die Gemeinde gehört zum Arrondissement Verdun und zum Kanton Montmédy.

## Geografie
Die Kleinstadt liegt am Fluss Chiers, sechs Kilometer von der belgischen Grenze entfernt.

## Geschichte
Als urkundliche Ersterwähnung kann das Testament des Diakons Adalgisel Grimo von 636 gelten, der zu seinen umfangreichen Besitzungen auch "Madiacum" zählte (MRhUB 006, Abschrift des 10. Jh. im Landeshauptarchiv Koblenz 1A,1). Die Stadt war von 941 bis 1364 Mittelpunkt der Grafschaft Chiny. Im Anschluss daran gehörte sie bis 1657 dem Herzogtum Luxemburg an. 1220/21 wurde von Graf Arnold III. von Chiny die erste Burg ("chateau fort de Medy") in Montmédy errichtet. 1384 bestätigte König Wenzel der Stadt und der Burg einige Privilegien (Inventaires Luxembourg IV,7,1363, Kurzfassung in den "Regesta Imperii"). Im 16. Jahrhundert wurde die Burg unter der Herrschaft Kaiser Karls V. durch eine Festung ersetzt.
Im Juni 1791 versuchte König Ludwig XVI. von Frankreich, mit seiner Familie aus Paris zu entfliehen, um der Gefangenschaft in den Tuilerien zu entkommen. In der Grenzstadt Montmédy, in nächstmöglicher Nachbarschaft zu den rheinischen Emigranten-Hochburgen, wollte er Kontakt zu seinem emigrierten Bruder, den Grafen von Artois und der Partei des Ancien Régime herstellen, ohne dafür Frankreich verlassen zu müssen. Die sogenannte Flucht nach Varennes kam nicht bis nach Montmédy; die Flüchtenden wurden vorher festgenommen.
In Montmédy war das nördliche Ende der in den 1930er Jahren gebauten Maginot-Linie. 1938 und während des Sitzkrieges (französisch drôle de guerre) wurden entlang der Maas (zwischen Donchery und Noyers-Pont-Maugis) 62 Kasematten, Bunker und andere Werke gebaut, um die Linie Richtung Norden zu verlängern.

### Zitadelle

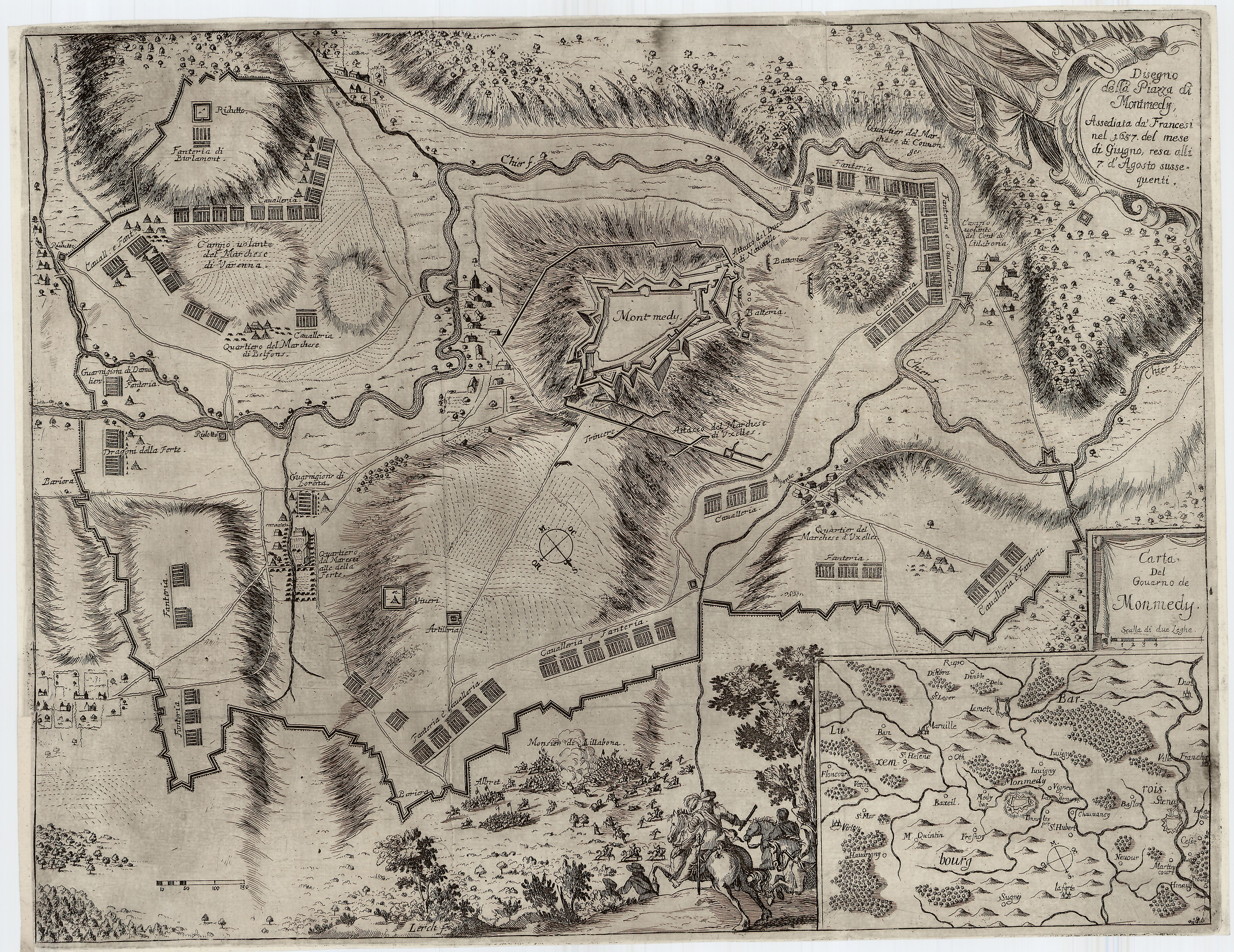
Situationsplan der 1657 von den Franzosen belagerten Festung (1670)

Nachdem 1657 Marville und Stenay durch die Franzosen besetzt worden waren, wurde auch im gleichen Jahr die Zitadelle von Montmédy durch 30.000 Soldaten unter der Führung von König Ludwig XIV., Jules Mazarin und Sébastien Le Prestre de Vauban belagert. 756 Männer verteidigten sie 57 Tage lang und ergaben sich erst nach dem Tod des Gouverneurs. Vauban verbesserte nach dem Ende der Belagerung die äußeren Befestigungsanlagen, die Burggräben sowie die Wälle. Die Zitadelle liegt auf einem Hügel westlich vom Ortskern. Es gibt nur eine Zufahrt zur Zitadelle von Norden her.
In der Endphase der Befreiungskriege, im sogenannten Festungskrieg, erstürmten preußische, oldenburgische und kurhessische Truppen am 15. September 1815 die Stadt Montmédy, am 19. September 1815 nahmen sie auch die Zitadelle ein.
Im Deutsch-Französischen Krieg wurde Montmédy als wichtiger Eisenbahnpunkt von der preußischen 14. Division unter General von Kameke vom 7. bis 14. Dezember 1870 belagert und durch kurzen heftigen Beschuss zur Übergabe gezwungen. Die Zitadelle wurde in beiden Weltkriegen genutzt.
Der Kronprinz empfing mit einer aus Detachements aller Sturm-Kompanien sowie der Musikkapelle bestehenden Ehrenkompanie des Sturmbataillons Nr. 5 (Rohr) (der Kronprinz galt als Förderer des Sturm-Bataillons) am 7. September 1916 auf dem Bahnhof den erstmals während des Ersten Weltkriegs französischen Boden betretenden Feldmarschall v. Hindenburg und General Ludendorff.
Innerhalb der Zitadelle stehen Wohnhäuser und eine Kirche. Einige der Häuser wurden bereits im 17. Jahrhundert errichtet. Die meisten Häuser sind verfallen oder bereits zusammengebrochen, andere werden immer noch als Wohnhäuser verwendet. Ein Touristenbüro befindet sich ebenfalls in der Zitadelle. Die Zitadelle gilt heute als eines der wichtigsten Militärbauwerke im Nordosten Frankreichs.

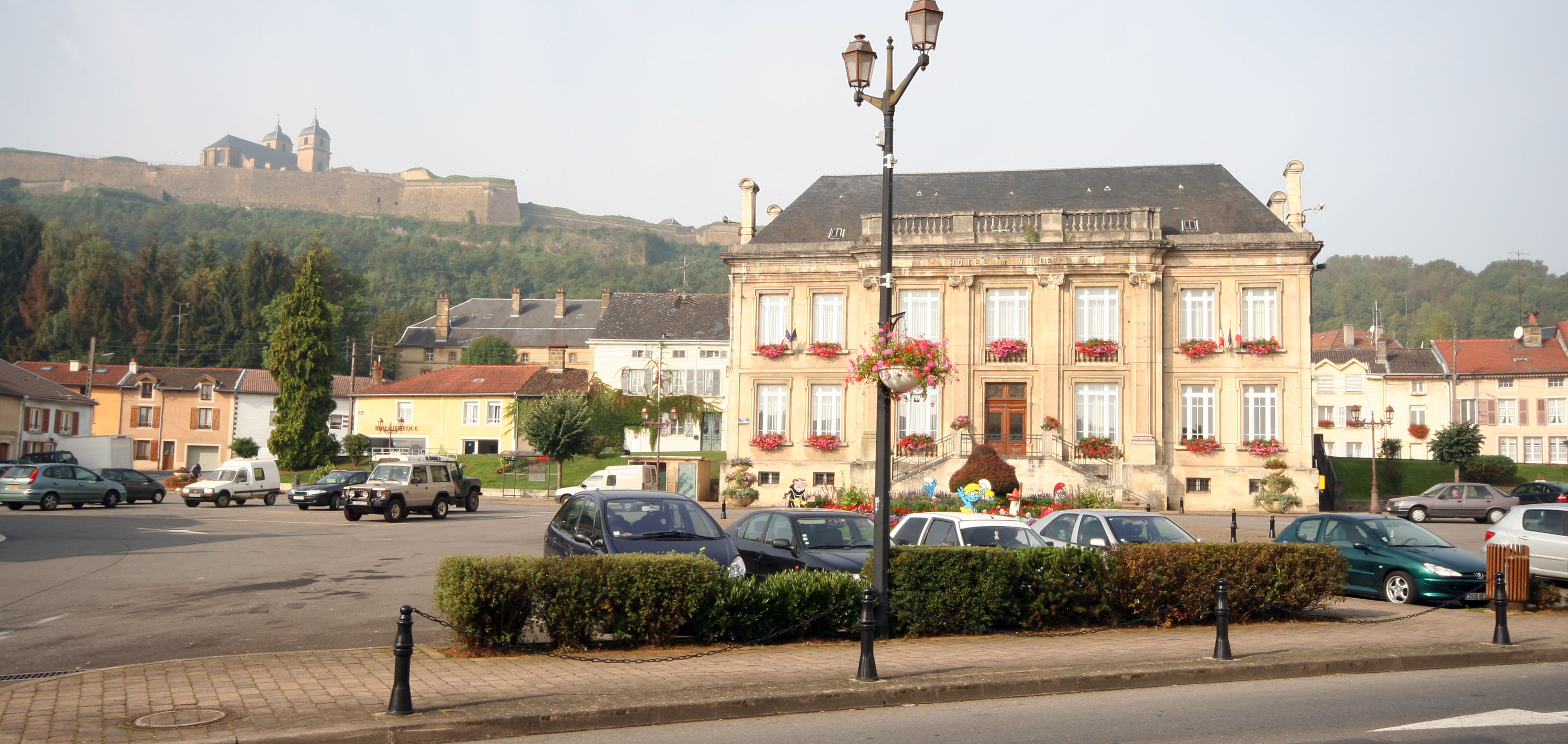
Hôtel de ville (Rathaus) mit der Zitadelle im Hintergrund
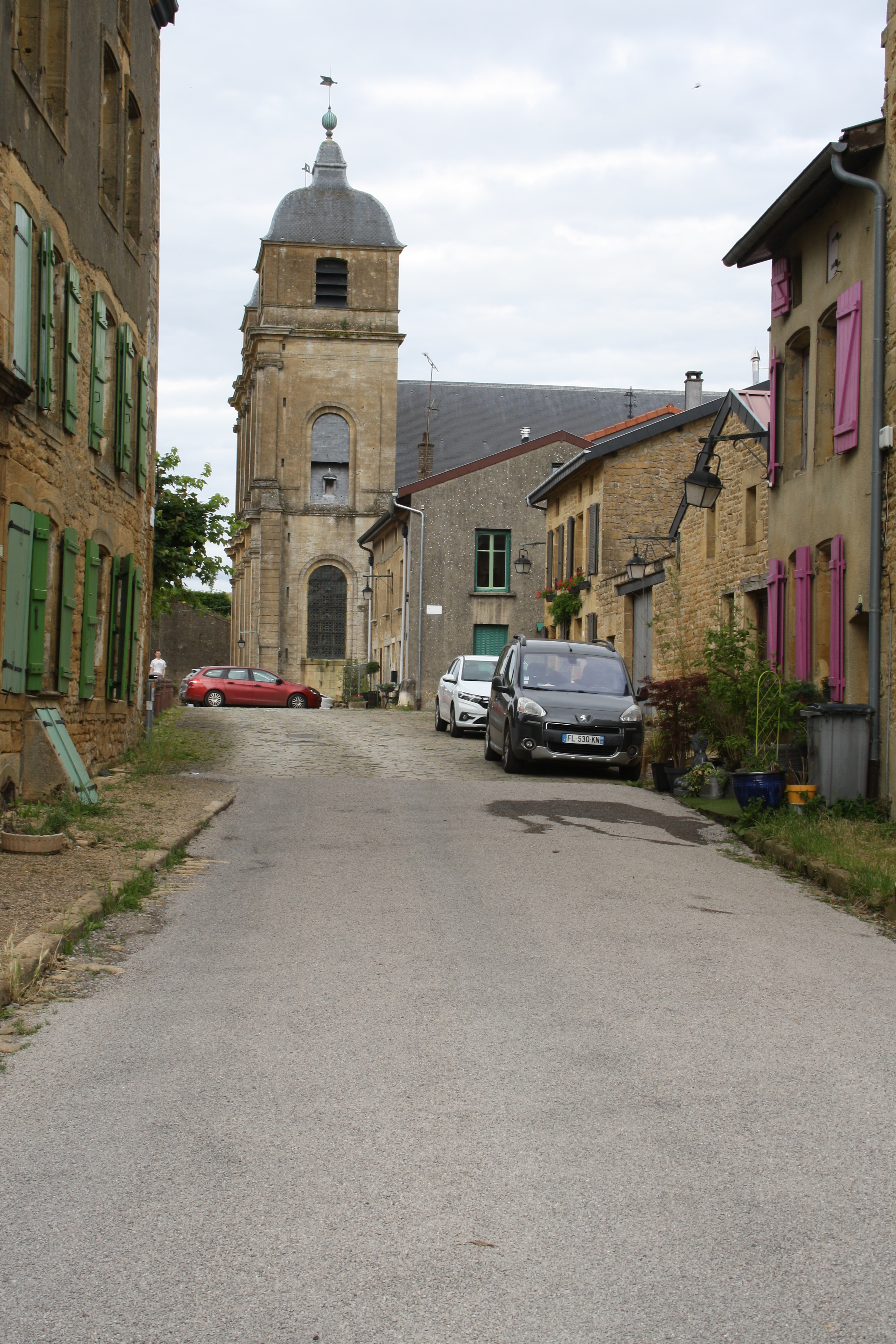
Kirche Saint-Martin und Wohnhäuser in der Zitadelle
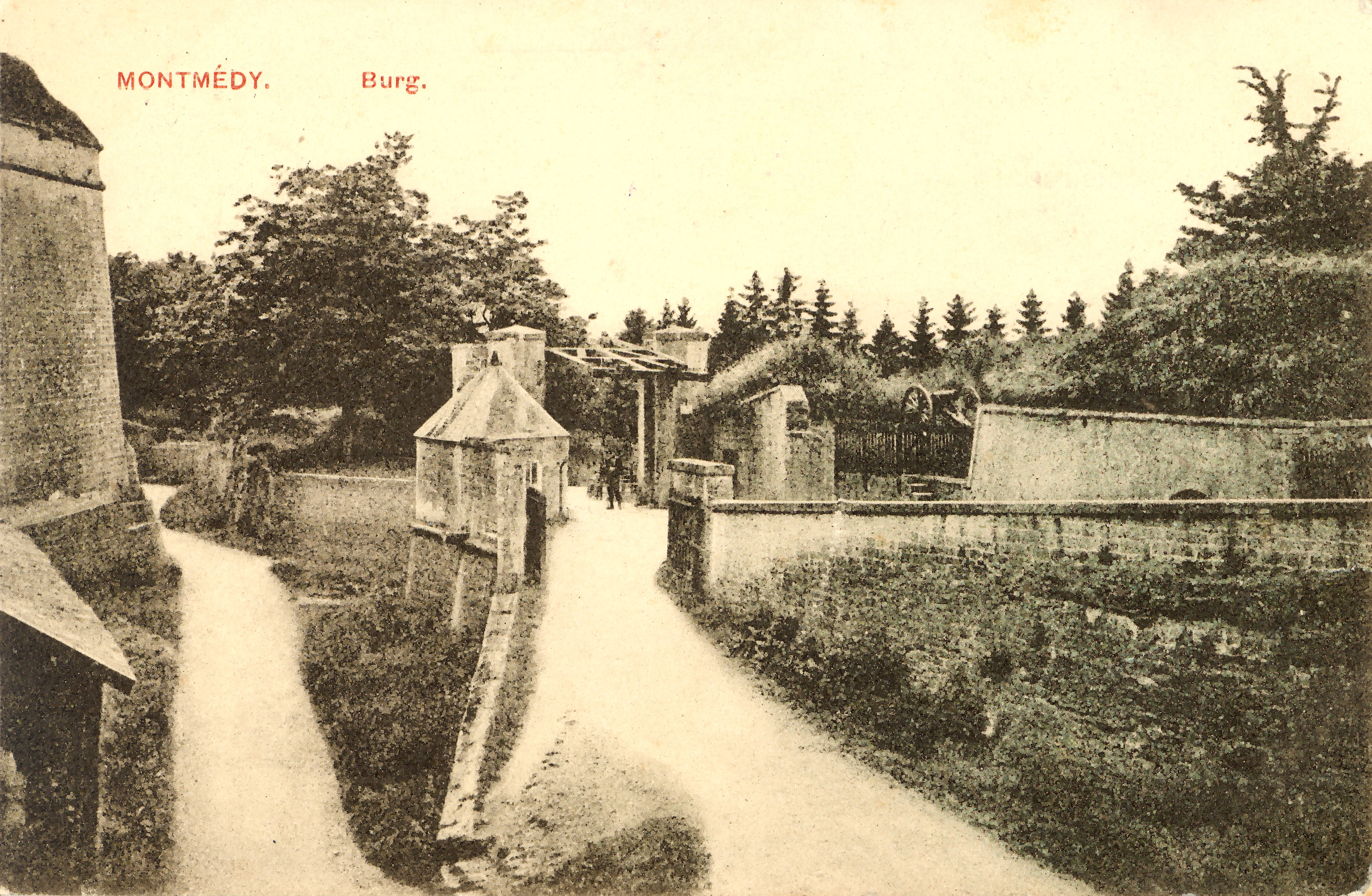
Postkarte der Burg von 1914
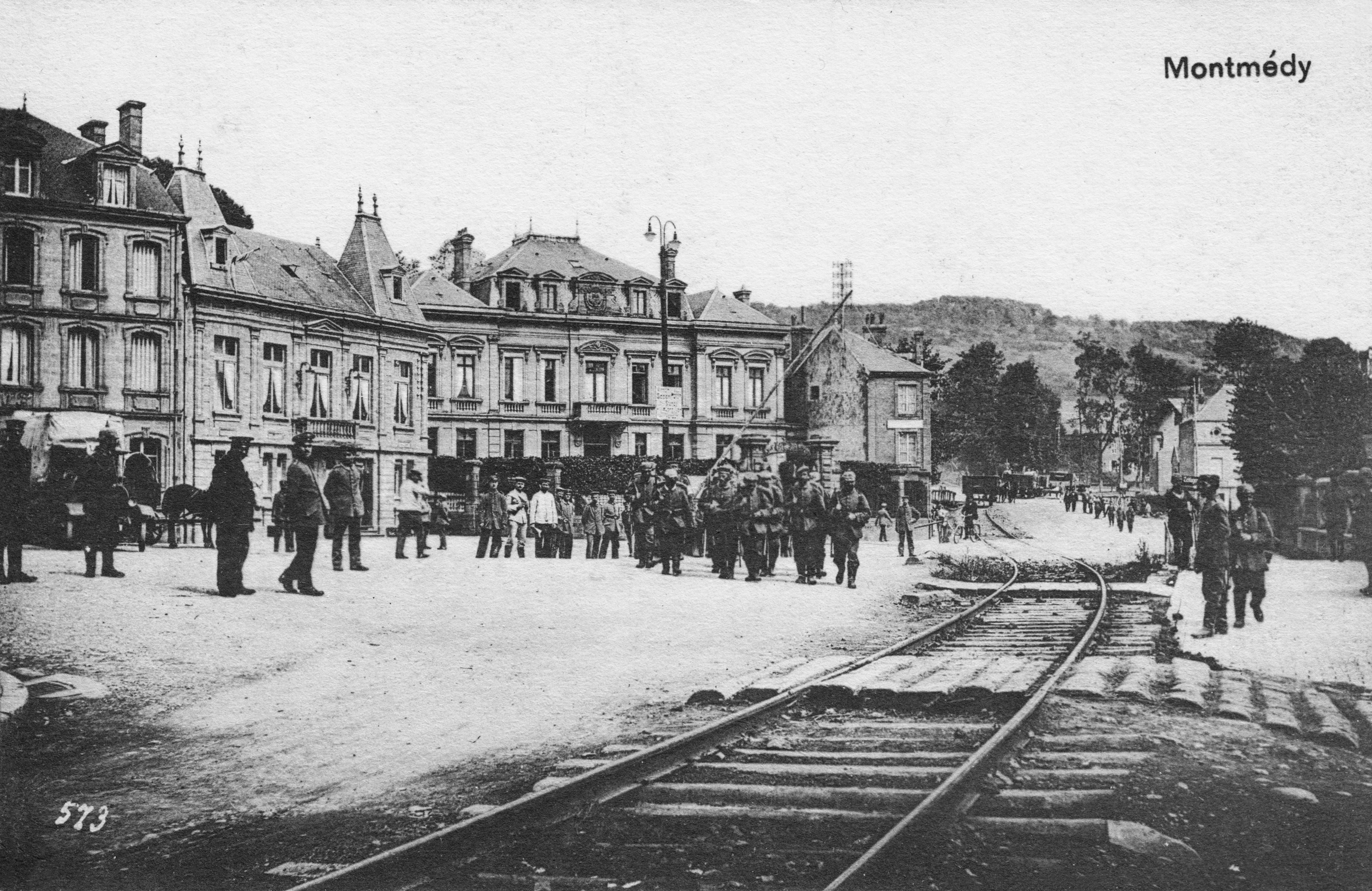
Deutsche Soldaten in Montmédy (1914/15)
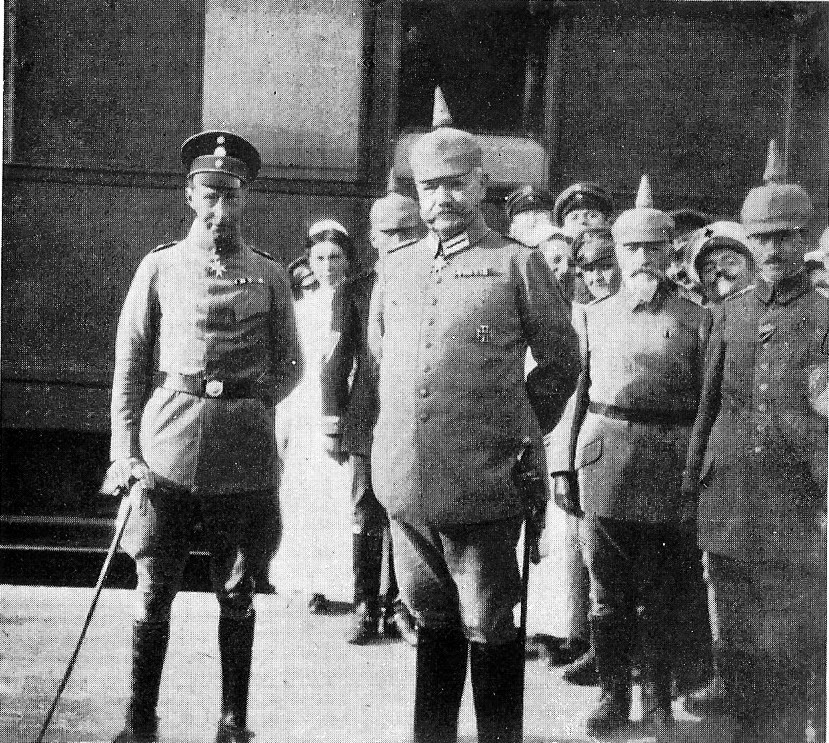
Ankunft Hindenburgs beim deutschen Kronprinzen in Montmédy, September 1916

### Bevölkerungsentwicklung
| Jahr      | 1962 | 1968 | 1975 | 1982 | 1990 | 1999 | 2007 | 2019 |
| --------- | ---- | ---- | ---- | ---- | ---- | ---- | ---- | ---- |
| Einwohner | 2455 | 2196 | 2250 | 2024 | 1943 | 2260 | 2263 | 2052 |

## Bauwerke
Ein Museum ist dem Maler Jules Bastien-Lepage gewidmet.
Die Strafanstalt Montmédy besteht seit ungefähr zwanzig Jahren und bietet Platz für rund 300 Insassen.

## Verkehr

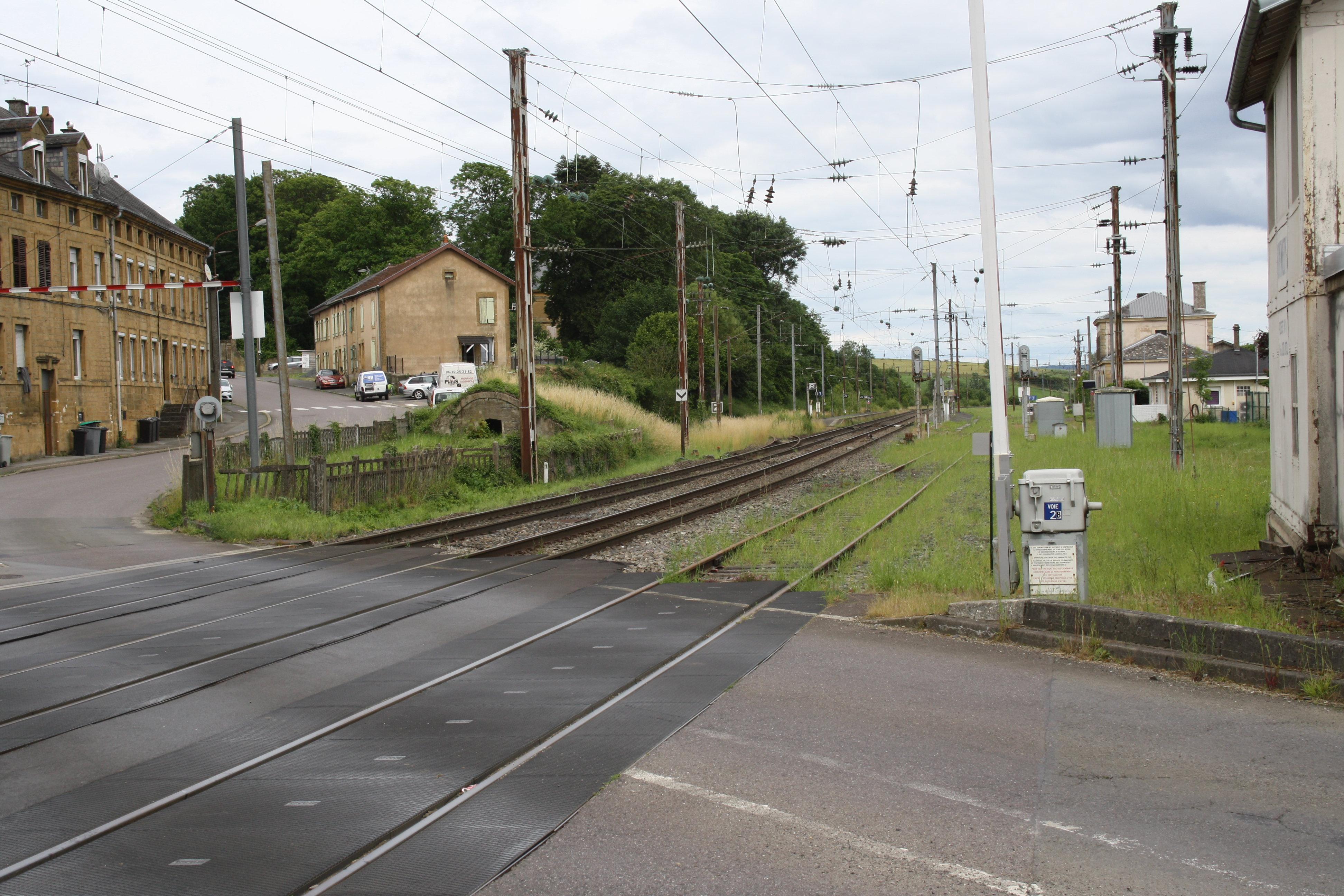
Beschrankter Bahnübergang der Departementsstraße D 643, im Hintergrund der Bahnhof

Montmédy hat einen Bahnhof an der Bahnstrecke Mohon–Thionville, die in diesem Abschnitt im Jahr 1862 von der Compagnie des chemins de fer des Ardennes eröffnet wurde und 1864 an die Compagnie des chemins de fer de l’Est überging. Aktuell verkehren Regionalzüge des TER Grand Est auf der Strecke. In den 1870er Jahren kam eine Zweigstrecke nach Écouviez hinzu, die in der Verlängerung nach Marbehan in Belgien führte und 1985 eingestellt wurde.

## Persönlichkeiten
- Robert Nicolas-Charles Bochsa (1789–1856), Komponist und Harfenvirtuose
- Jean Lanher (1924–2018), Romanist und Dialektologe